# Judéo-berbère
Le judéo-berbère est une langue qui a été parlée par certains Juifs marocains connus comme juifs berbères ou chleuhs jusqu'à la fin des années 1950. Il est possible que d'autres communautés juives l'aient utilisé comme langue première dans d'autres régions du Maghreb à une époque reculée, mais sans qu'il en reste des traces historiques.

## Histoire
On sait qu'au Maroc, vers 1900, il existait 8000 Juifs vivant à l'est du Haut Atlas et dans le Moyen-Atlas dans un environnement rural à la jonction des zones linguistiques chleuh et tamazight, et parlant l'une ou l'autre langue comme langue première. Témoignage de cet héritage berbère, une haggada de Pâque en langue tamazight découverte par l'historien franco-marocain Haïm Zafrani.
Outre cette population purement berbérophone existaient d'autres Juifs marocains établis dans le Haut Atlas, l'Anti Atlas, le Sous, le Draa et utilisant les parlers berbères comme langue de contact avec leurs voisins musulmans berbérophones tout en parlant le  judéo-arabe entre eux. Cependant, même dans cette langue, ils employaient des mots et des expressions berbères, ce qui provoquait surprise et incompréhension chez les Juifs marocains purement arabophones. 
La présence démographique relative de ces groupes montagnards entièrement ou partiellement berbérophone s'est réduite au XXe siècle avec  l'installation de nombreux Juifs dans les grandes villes et l'émigration vers Israël, ce qui a achevé d'éliminer le judéo-berbère.
Dans le reste du Maghreb, en Tunisie (Matmata), en Libye (Djebel Nefoussa), et surtout en Algérie (Petite Kabylie), existent des zones berbérophones importantes dans les endroits où vivaient des Juifs. Cependant, le judéo-berbère n'était pour eux qu'une langue de contact, le judéo-arabe restant leur langue première. Il est cependant possible qu'il ait pu en être différemment à une époque plus ancienne  chez certains.